# Réalmont
Réalmont, en occitan Reialmont / Rièlmont, connu sous la Révolution sous le nom de Montdadou, est une commune française située dans le département du Tarn, en région Occitanie. Sur le plan historique et culturel, la commune est dans l'Albigeois, une région naturelle agricole correspondant aux environs de la ville d’Albi.
Exposée à un climat océanique altéré, elle est drainée par le Dadou, le ruisseau de Blima, le ruisseau de Siez et par divers autres petits cours d'eau.
Réalmont est une commune rurale qui compte 3 542 habitants en 2022. Elle est dans l'unité urbaine de Réalmont et fait partie de l'aire d'attraction d'Albi. Ses habitants sont appelés les Réalmontais ou  Réalmontaises.

## Géographie

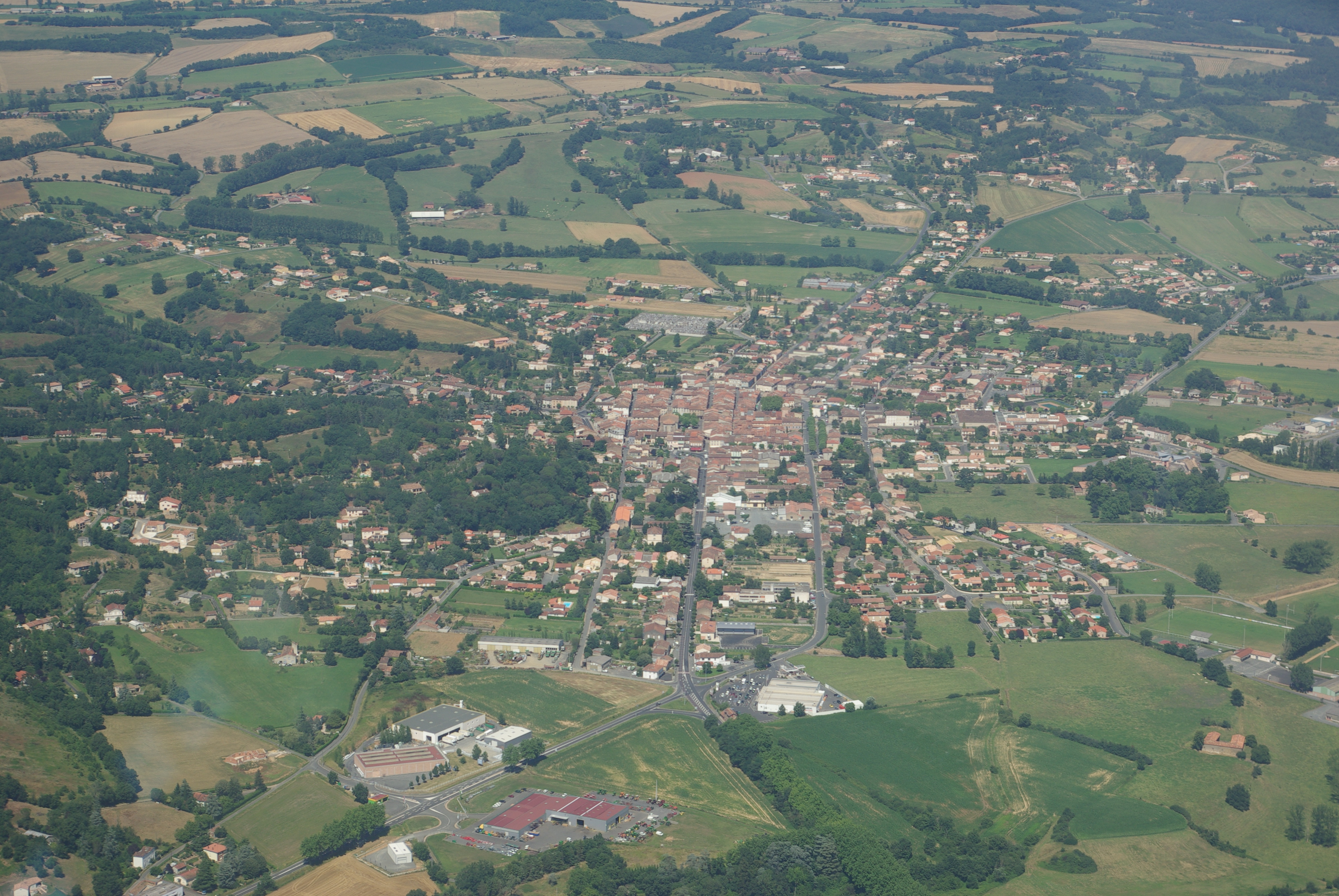
Vue aérienne de Réalmont.

### Localisation
La commune de Réalmont est située au centre du département, à distance presque égale d'Albi et de Castres.

### Communes limitrophes
Réalmont est limitrophe de quatre autres communes.
Les communes limitrophes sont  Lombers, Saint-Genest-de-Contest, Terre-de-Bancalié et Vénès.
| Lombers                 |          | Terre-de-Bancalié |
|                         | Réalmont |                   |
| Saint-Genest-de-Contest | Vénès    |                   |

### Géologie et relief
La commune de Réalmont est dominée par le pic du Caylou surmonté d'une grande croix.
La commune est classée en zone de sismicité 1, correspondant à une sismicité très faible.

### Hydrographie

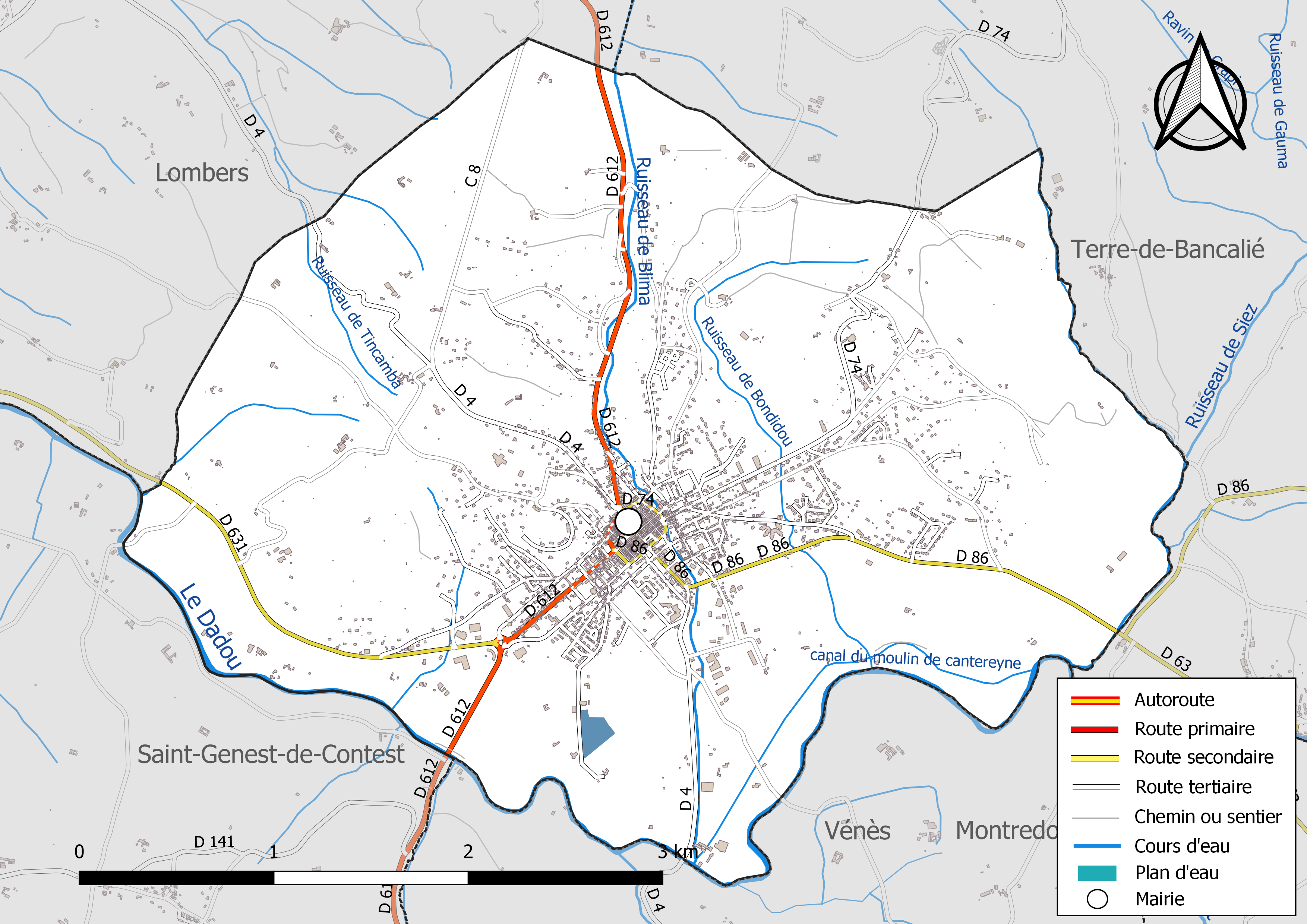
Réseaux hydrographique et routier de Réalmont.

La commune est dans le bassin de la Garonne, au sein du bassin hydrographique Adour-Garonne. Elle est drainée par le Dadou, le ruisseau de Blima, le ruisseau de Siez, le ruisseau de Bondidou, le ruisseau de Tincamba et par divers petits cours d'eau, qui constituent un réseau hydrographique de 19 km de longueur totale,.
Le Dadou, d'une longueur totale de 115,8 km, prend sa source dans la commune de Saint-Salvi-de-Carcavès et s'écoule d'est en ouest. Il traverse la commune et se jette dans l'Agout à Ambres, après avoir traversé 23 communes.

### Climat
Pour des articles plus généraux, voir Climat de l'Occitanie et Climat du Tarn.
En 2010, le climat de la commune est de type climat du Bassin du Sud-Ouest, selon une étude du Centre national de la recherche scientifique s'appuyant sur une série de données couvrant la période 1971-2000. En 2020, Météo-France publie une typologie des climats de la France métropolitaine dans laquelle la commune est exposée à un climat océanique altéré et est dans la région climatique Aquitaine, Gascogne, caractérisée par une pluviométrie abondante au printemps, modérée en automne, un faible ensoleillement au printemps, un été chaud (19,5 °C), des vents faibles, des brouillards fréquents en automne et en hiver et des orages fréquents en été (15 à 20 jours).
Pour la période 1971-2000, la température annuelle moyenne est de 13,1 °C, avec une amplitude thermique annuelle de 15,7 °C. Le cumul annuel moyen de précipitations est de 886 mm, avec 9,9 jours de précipitations en janvier et 5,9 jours en juillet. Pour la période 1991-2020, la température moyenne annuelle observée sur la station météorologique de Météo-France la plus proche, « Montredon-Labessonnié », sur la commune de Montredon-Labessonnié à 13 km à vol d'oiseau, est de 12,1 °C et le cumul annuel moyen de précipitations est de 1 133,8 mm. 
La température maximale relevée sur cette station est de 39,6 °C, atteinte le 21 juillet 1989 ; la température minimale est de −15,6 °C, atteinte le 12 janvier 1987,,.
Les paramètres climatiques de la commune ont été estimés pour le milieu du siècle (2041-2070) selon différents scénarios d'émission de gaz à effet de serre à partir des nouvelles projections climatiques de référence DRIAS-2020. Ils sont consultables sur un site dédié publié par Météo-France en novembre 2022.

### Voies de communication et transports
La D612 traversant le village permet de relier Réalmont à Castres et Albi. La route traverse le centre-ville, ce qui le rend très dangereux, pollué et avec de fortes nuisances sonores[réf. souhaitée], étant donné le nombre de véhicules traversant le village (environ 10 000 par jour dont 1000 poids lourds par jour). Un contournement par Lombers utilisant la RD631 et la RD41 est envisagé, mais le projet ne deviendrait opérationnel qu'en 2020-2021.
La commune est desservie par des lignes régulières du réseau régional liO : la ligne 703 la relie à Albi et à Castres ; la ligne 715 la relie à Graulhet et à Montredon-Labessonnié.

### Milieux naturels et biodiversité
Aucun espace naturel présentant un intérêt patrimonial n'est recensé sur la commune dans l'inventaire national du patrimoine naturel,,.

## Urbanisme

### Typologie
Au 1er janvier 2024, Réalmont est catégorisée bourg rural, selon la nouvelle grille communale de densité à sept niveaux définie par l'Insee en 2022.
Elle appartient à l'unité urbaine de Réalmont, une unité urbaine monocommunale constituant une ville isolée,. Par ailleurs la commune fait partie de l'aire d'attraction d'Albi, dont elle est une commune de la couronne,. Cette aire, qui regroupe 91 communes, est catégorisée dans les aires de 50 000 à moins de 200 000 habitants,.

### Occupation des sols
L'occupation des sols de la commune, telle qu'elle ressort de la base de données européenne d’occupation biophysique des sols Corine Land Cover (CLC), est marquée par l'importance des territoires agricoles (77,4 % en 2018), en diminution par rapport à 1990 (90,4 %). La répartition détaillée en 2018 est la suivante : 
terres arables (35,7 %), prairies (23 %), zones urbanisées (20 %), zones agricoles hétérogènes (18,7 %), forêts (2,6 %). L'évolution de l’occupation des sols de la commune et de ses infrastructures peut être observée sur les différentes représentations cartographiques du territoire : la carte de Cassini (XVIIIe siècle), la carte d'état-major (1820-1866) et les cartes ou photos aériennes de l'IGN pour la période actuelle (1950 à aujourd'hui).

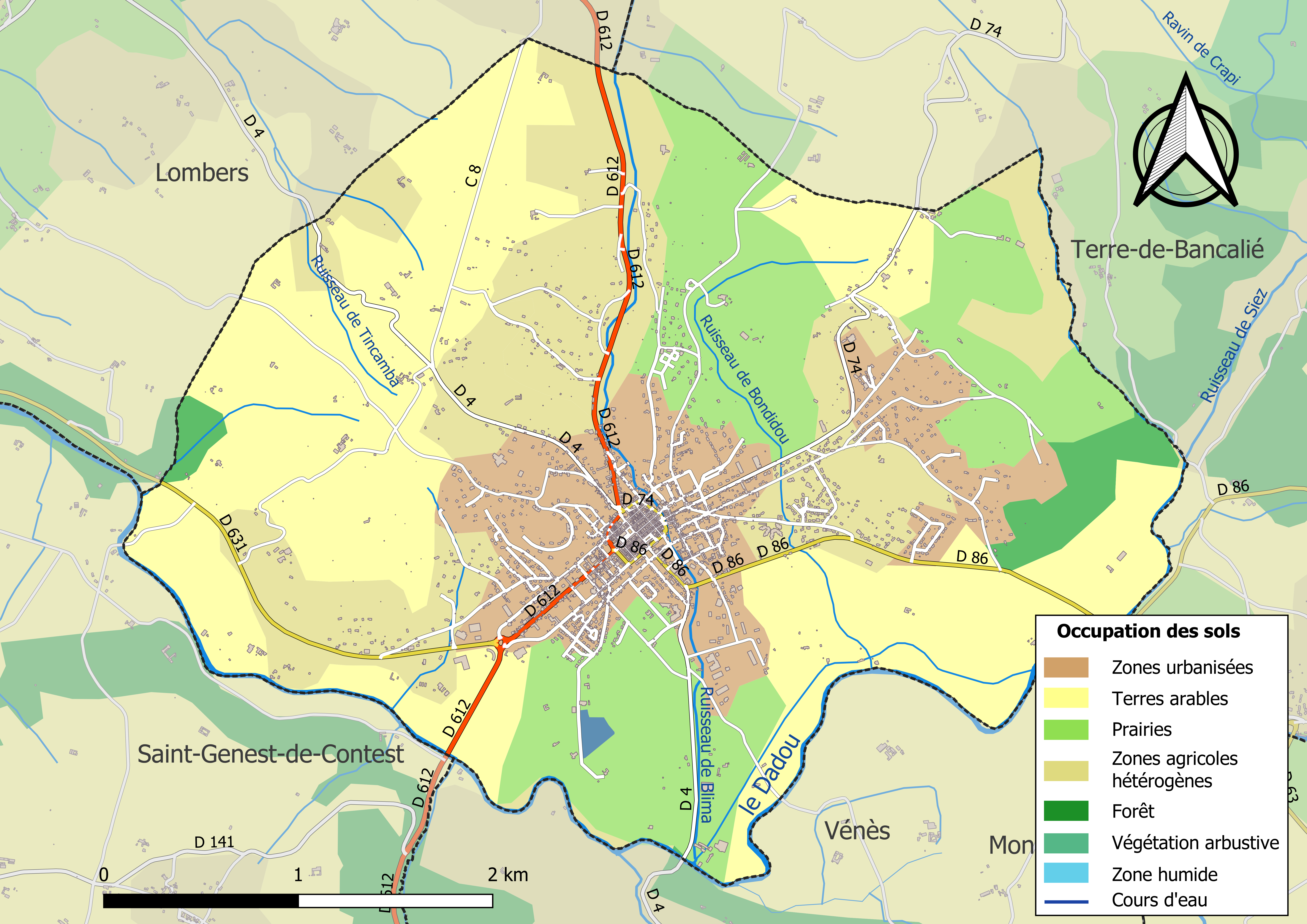
Carte des infrastructures et de l'occupation des sols de la commune en 2018 (CLC).

### Risques majeurs
Le territoire de la commune de Réalmont est vulnérable à différents aléas naturels : météorologiques (tempête, orage, neige, grand froid, canicule ou sécheresse), inondations, mouvements de terrains et séisme (sismicité très faible). Il est également exposé à un risque technologique, le transport de matières dangereuses, et à un risque particulier : le risque de radon. Un site publié par le BRGM permet d'évaluer simplement et rapidement les risques d'un bien localisé soit par son adresse soit par le numéro de sa parcelle.

#### Risques naturels
Certaines parties du territoire communal sont susceptibles d’être affectées par le risque d’inondation par débordement de cours d'eau, notamment le Dadou. La cartographie des zones inondables en ex-Midi-Pyrénées réalisée dans le cadre du XIe Contrat de plan État-région, visant à informer les citoyens et les décideurs sur le risque d’inondation, est accessible sur le site de la DREAL Occitanie. La commune a été reconnue en état de catastrophe naturelle au titre des dommages causés par les inondations et coulées de boue survenues en 1982, 1992, 1994, 1995, 1996, 2009 et 2020,.
Réalmont est exposée au risque de feu de forêt. En 2022, il n'existe pas de Plan de Prévention des Risques incendie de forêt (PPRif). Le débroussaillement aux abords des maisons constitue l’une des meilleures protections pour les particuliers contre le feu,.

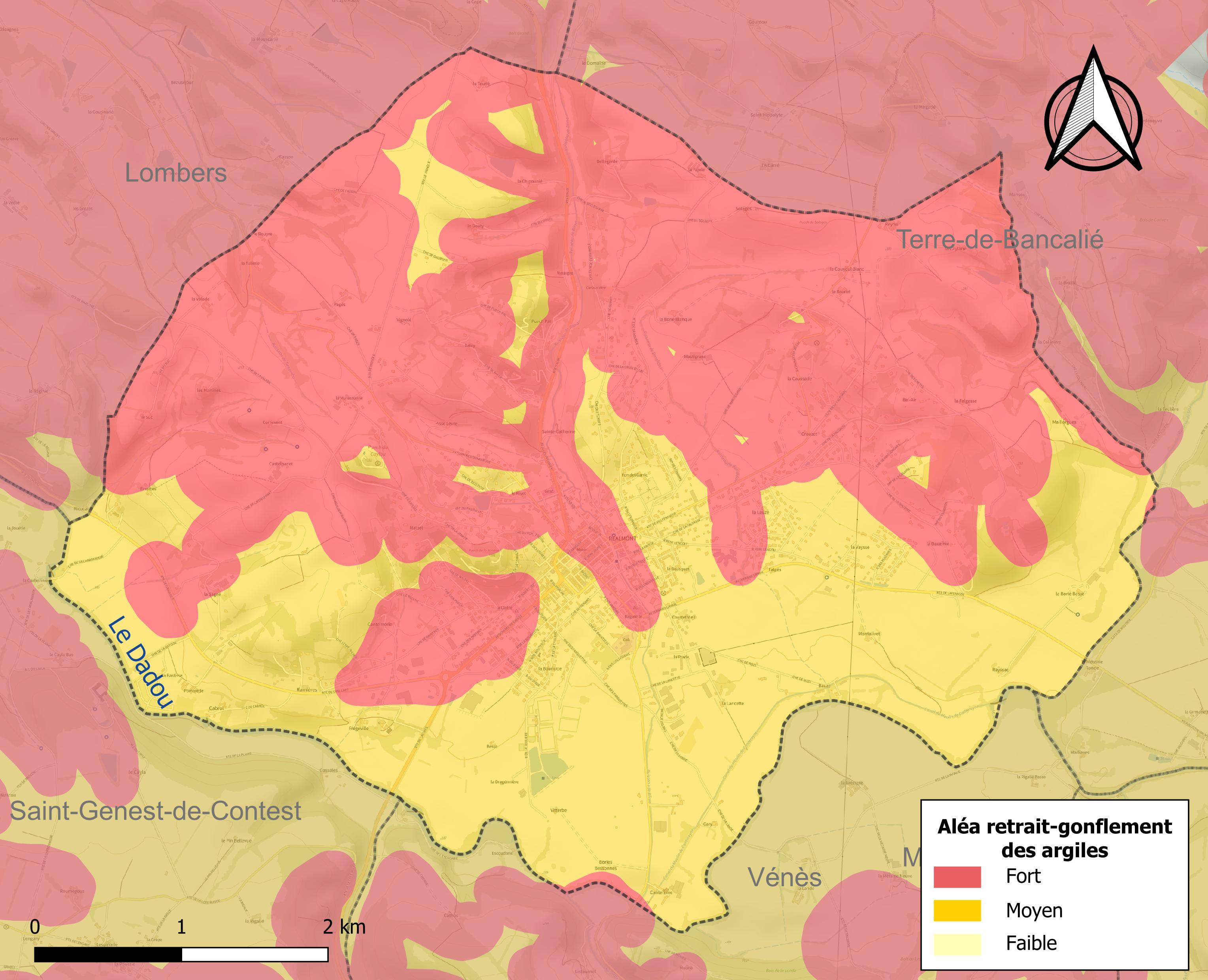
Carte des zones d'aléa retrait-gonflement des sols argileux de Réalmont.

La commune est vulnérable au risque de mouvements de terrains constitué principalement du retrait-gonflement des sols argileux. Cet aléa est susceptible d'engendrer des dommages importants aux bâtiments en cas d’alternance de périodes de sécheresse et de pluie. La totalité de la commune est en aléa moyen ou fort (76,3 % au niveau départemental et 48,5 % au niveau national). Sur les 1 488 bâtiments dénombrés sur la commune en 2019, 1 488 sont en aléa moyen ou fort, soit 100 %, à comparer aux 90 % au niveau départemental et 54 % au niveau national. Une cartographie de l'exposition du territoire national au retrait gonflement des sols argileux est disponible sur le site du BRGM,.
Par ailleurs, afin de mieux appréhender le risque d’affaissement de terrain, l'inventaire national des cavités souterraines permet de localiser celles situées sur la commune.

#### Risques technologiques
Le risque de transport de matières dangereuses sur la commune est lié à sa traversée par des infrastructures routières ou ferroviaires importantes ou la présence d'une canalisation de transport d'hydrocarbures. Un accident se produisant sur de telles infrastructures est susceptible d’avoir des effets graves sur les biens, les personnes ou l'environnement, selon la nature du matériau transporté. Des dispositions d’urbanisme peuvent être préconisées en conséquence.

#### Risque particulier
Dans plusieurs parties du territoire national, le radon, accumulé dans certains logements ou autres locaux, peut constituer une source significative d’exposition de la population aux rayonnements ionisants. Certaines communes du département sont concernées par le risque radon à un niveau plus ou moins élevé. Selon la classification de 2018, la commune de Réalmont est classée en zone 3, à savoir zone à potentiel radon significatif.

## Histoire

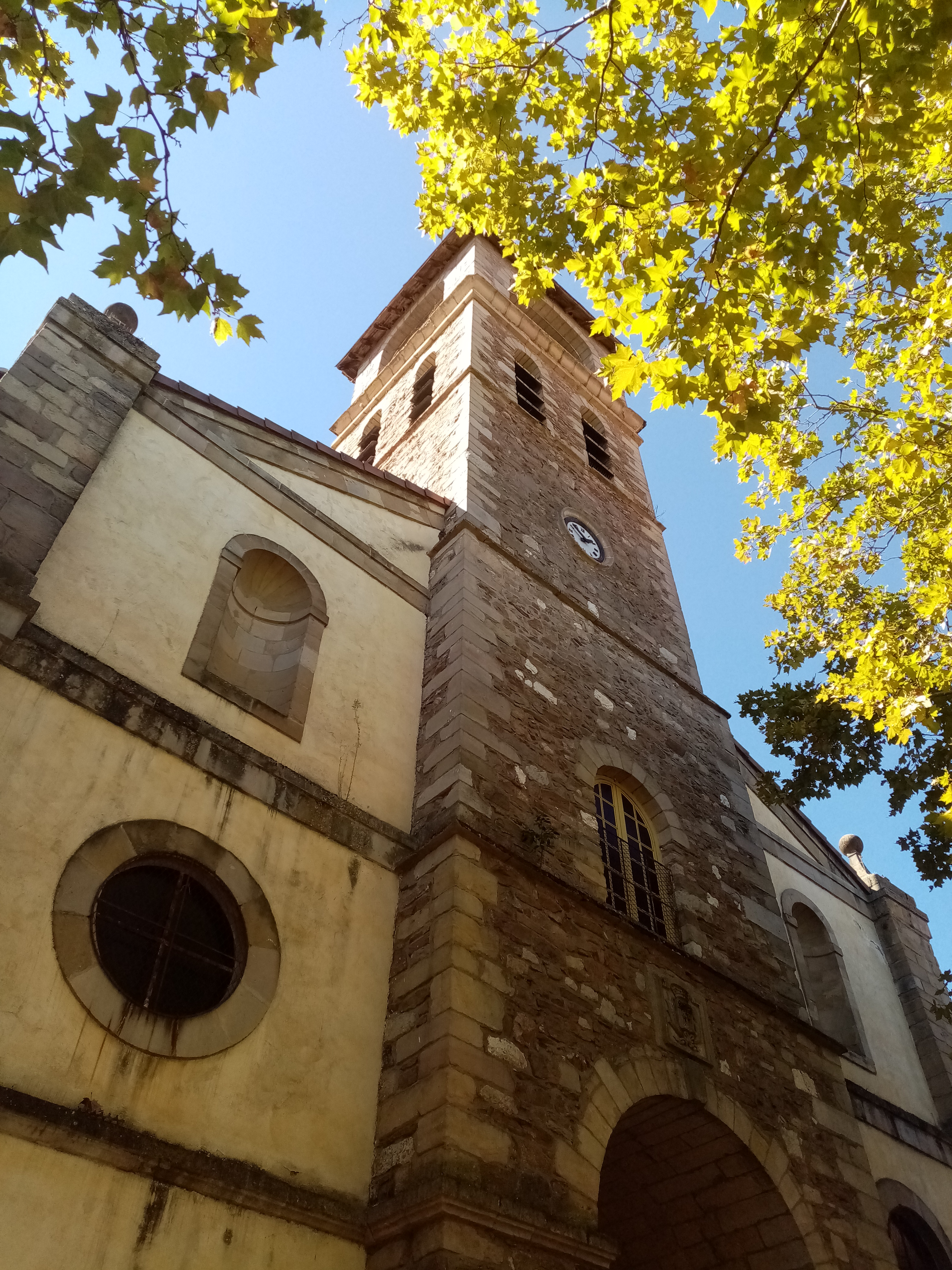
Église Notre-Dame du Taur.

C’est le 12 mars 1272, sous Philippe le Hardi roi de France, que Guillaume de Cohardon fonde une bastide royale qu’il nomme Réalmont. Le territoire sur lequel la ville de Réalmont fut établie avait appartenu à Bernard de Boissezon, riche seigneur de l’Albigeois. Il le tenait en arrière-fief du baron de Lombers et en fut dépossédé par les jugements de l’Inquisition pour cause d'hérésie. Par ailleurs le roi de France avait besoin d'accroître son prestige dans la région où l'autorité des seigneurs locaux était fort grande. C’est pourquoi le roi Philippe le Hardi décida de faire défricher les forêts qui couvraient le Réalmontais et d'y fonder une nouvelle bastide dans laquelle se regrouperaient les défenseurs de la foi catholique et du pouvoir royal.
Elle fut nommée Réalmont (mont réal, mont royal).
En avril 1628, lors de la 3ème rébellion huguenote, le prince de Condé prend et ravage la ville.
La ville aujourd'hui
Le centre-ville est constitué de l'ancienne bastide. Une place aux arcades encercle l'église. Les boulevards qui ceinturent le centre ville donnent une idée de l'emplacement des anciens remparts.
Témoins du passé de Réalmont, les maisons à encorbellement et les rues pittoresques donnent tout son charme à Réalmont.

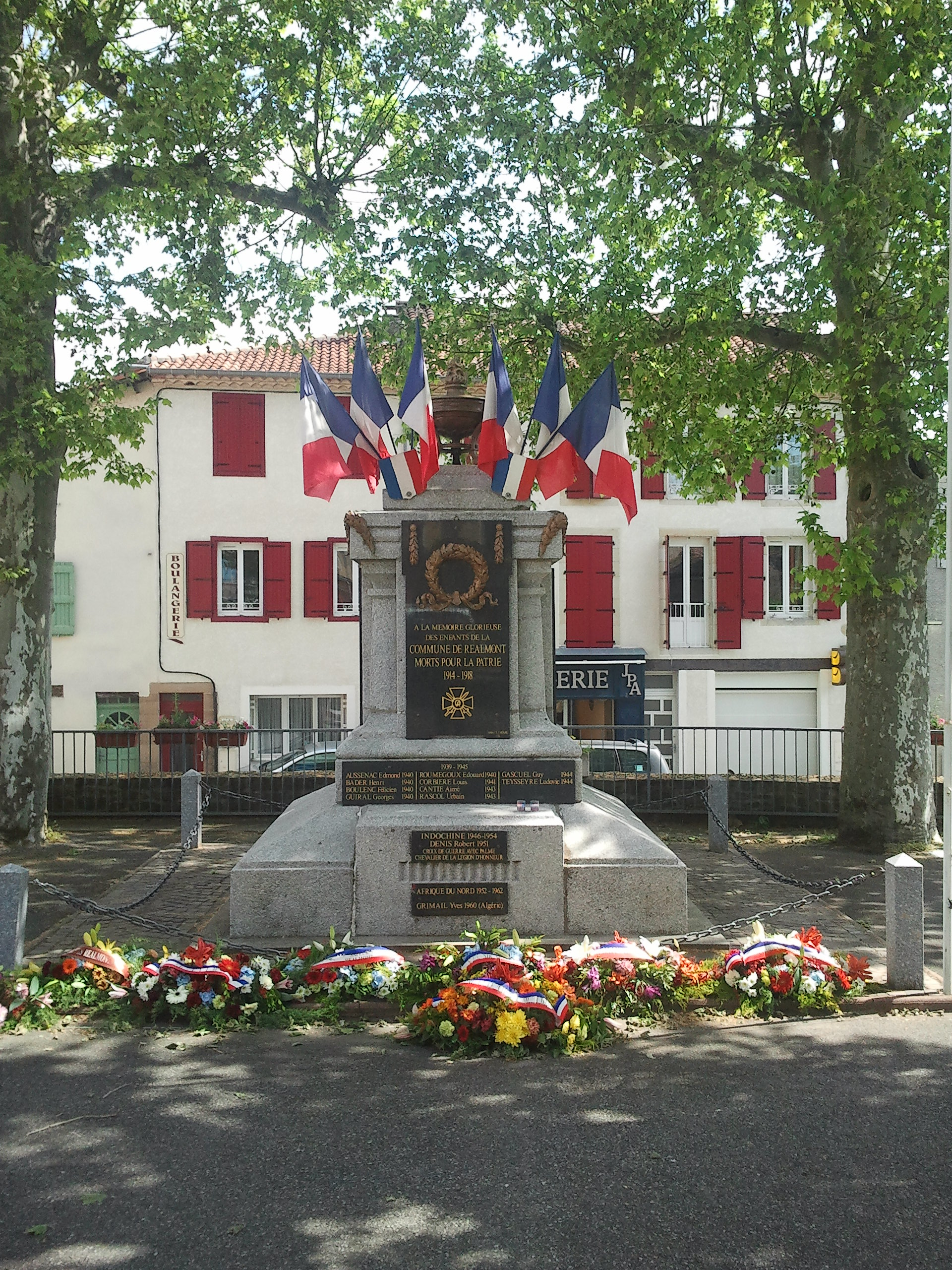
Le monument aux morts

## Politique et administration

### Liste des maires
| Période                                  | Période           | Identité        | Étiquette | Qualité |
| ---------------------------------------- | ----------------- | --------------- | --------- | --- |
| 1911                                     | 1925              | Félix Gisclard  |           | |
| 1925                                     | 1930              | Jules Pélissier |           | |
| 1930                                     | 1938              | Paul Albarède   |           | |
| 1938                                     | 1944              | Charles Batigne | Rad.      | Minotier Conseiller général du canton de Réalmont (1945 → 1949) |
| novembre 1944                            | octobre 1946      | Émile Marty     |           | |
| octobre 1946                             | mars 1959 (décès) | Fernand Grimal  | MRP       | Industriel briquetier Conseiller général du canton de Réalmont (1949 → 1959) |
| mars 1959                                | juin 1963         | Guy Lahille     |           | |
| juin 1963                                | mars 1965         | Albert Briol    |           | |
| mars 1965                                | mars 1971         | Gilbert Rey     |           | |
| mars 1971                                | mars 1983         | Abel Bessac     |           | Dirigeant de société Ancien député du Lot (1945 → 1955) Maire de Cabrerets (1953 → 1962)                                                                                        |
| mars 1983                                | janvier 1991      | Jacques Durand  | PS        | Instituteur puis professeur de collège Sénateur du Tarn (1983 → 1986) Conseiller général du canton de Réalmont (1979 → 1991) Président du conseil général du Tarn (1982 → 1991) |
| février 1991                             | octobre 2005      | Jean Roger      | PS        | Employé Banque de France retraité Conseiller général du canton de Réalmont (1991 → 2015)                                                                                        |
| octobre 2005                             | mars 2014         | Hubert Bernard  | SE        | |
| mars 2014                                | En cours          | Henri Viaules   | DVD       | Retraité |
| Les données manquantes sont à compléter. |                   |                 |           | |

## Population et société

### Démographie
| 1793  | 1800  | 1806  | 1821  | 1831  | 1836  | 1841  | 1846  | 1851  |
| ----- | ----- | ----- | ----- | ----- | ----- | ----- | ----- | ----- |
| 2 400 | 2 247 | 2 434 | 2 641 | 2 660 | 2 782 | 2 819 | 2 797 | 2 741 |

| 1856  | 1861  | 1866  | 1872  | 1876  | 1881  | 1886  | 1891  | 1896  |
| ----- | ----- | ----- | ----- | ----- | ----- | ----- | ----- | ----- |
| 2 721 | 2 676 | 2 647 | 2 738 | 2 845 | 3 011 | 3 022 | 3 803 | 2 642 |

| 1901  | 1906  | 1911  | 1921  | 1926  | 1931  | 1936  | 1946  | 1954  |
| ----- | ----- | ----- | ----- | ----- | ----- | ----- | ----- | ----- |
| 2 578 | 2 473 | 2 381 | 2 109 | 2 210 | 2 204 | 2 169 | 2 266 | 2 110 |

| 1962  | 1968  | 1975  | 1982  | 1990  | 1999  | 2004  | 2006  | 2009  |
| ----- | ----- | ----- | ----- | ----- | ----- | ----- | ----- | ----- |
| 2 362 | 2 505 | 2 618 | 2 538 | 2 631 | 2 850 | 3 081 | 3 179 | 3 277 |

| 2014  | 2019  | 2022  | - | - | - | - | - | - |
| ----- | ----- | ----- | - | - | - | - | - | - |
| 3 356 | 3 480 | 3 542 | - | - | - | - | - | - |

| selon la population municipale des années : | 1968 | 1975 | 1982 | 1990 | 1999 | 2006 | 2009 | 2013 |
| Rang de la commune dans le département      | 20   | 19   | 20   | 20   | 18   | 16   | 16   | 16   |
| Nombre de communes du département           | 326  | 324  | 324  | 324  | 324  | 323  | 323  | 323  |

### Enseignement
Le groupe scolaire public Jacques Durand, le groupe scolaire privé Saint Joseph et le collège Louisa Paulin sont les lieux d'enseignement de Réalmont.

### Sports
- Réalmont XIII, le club local de rugby à XIII.

## Économie

### Revenus
En 2018, la commune compte 1 598 ménages fiscaux, regroupant 3 361 personnes. La médiane du revenu disponible par unité de consommation est de 19 520 € (20 400 € dans le département). 37 % des ménages fiscaux sont imposés (42,8 % dans le département).

### Emploi
|                | 2008  | 2013   | 2018  |
| -------------- | ----- | ------ | ----- |
| Commune        | 8,2 % | 10,8 % | 9,4 % |
| Département    | 8,2 % | 9,9 %  | 10 %  |
| France entière | 8,3 % | 10 %   | 10 %  |

En 2018, la population âgée de 15 à 64 ans s'élève à 1 982 personnes, parmi lesquelles on compte 76,3 % d'actifs (66,9 % ayant un emploi et 9,4 % de chômeurs) et 23,7 % d'inactifs,. En  2018, le taux de chômage communal (au sens du recensement) des 15-64 ans est inférieur à celui de la France et département, alors qu'en 2008 il était supérieur à celui du département et inférieur à celui de la France.
La commune fait partie de la couronne de l'aire d'attraction d'Albi, du fait qu'au moins 15 % des actifs travaillent dans le pôle,. Elle compte 1 177 emplois en 2018, contre 1 136 en 2013 et 1 183 en 2008. Le nombre d'actifs ayant un emploi résidant dans la commune est de 1 347, soit un indicateur de concentration d'emploi de 87,3 % et un taux d'activité parmi les 15 ans ou plus de 53 %.
Sur ces 1 347 actifs de 15 ans ou plus ayant un emploi, 482 travaillent dans la commune, soit 36 % des habitants. Pour se rendre au travail, 85,7 % des habitants utilisent un véhicule personnel ou de fonction à quatre roues, 2,9 % les transports en commun, 7,3 % s'y rendent en deux-roues, à vélo ou à pied et 4 % n'ont pas besoin de transport (travail au domicile).

### Activités hors agriculture

#### Secteurs d'activités
315 établissements sont implantés  à Réalmont au 31 décembre 2019. Le tableau ci-dessous en détaille le nombre par secteur d'activité et compare les ratios avec ceux du département,.
| Secteur d'activité                                                                                        | Commune | Commune | Département |
| Secteur d'activité                                                                                        | Nombre  | %       | %           |
| --- | ------- | ------- | ----------- |
| Ensemble                                                                                                  | 315     | 100 %   | (100 %)     |
| Industrie manufacturière, industries extractives et autres                                                | 39      | 12,4 %  | (13 %)      |
| Construction                                                                                              | 38      | 12,1 %  | (12,5 %)    |
| Commerce de gros et de détail, transports, hébergement et restauration                                    | 88      | 27,9 %  | (26,7 %)    |
| Information et communication                                                                              | 3       | 1 %     | (2,1 %)     |
| Activités financières et d'assurance                                                                      | 11      | 3,5 %   | (3,3 %)     |
| Activités immobilières                                                                                    | 21      | 6,7 %   | (4,2 %)     |
| Activités spécialisées, scientifiques et techniques et activités de services administratifs et de soutien | 37      | 11,7 %  | (13,8 %)    |
| Administration publique, enseignement, santé humaine et action sociale                                    | 47      | 14,9 %  | (15,5 %)    |
| Autres activités de services                                                                              | 31      | 9,8 %   | (9 %)       |

Le secteur du commerce de gros et de détail, des transports, de l'hébergement et de la restauration est prépondérant sur la commune puisqu'il représente 27,9 % du nombre total d'établissements de la commune (88 sur les 315 entreprises implantées  à Réalmont), contre 26,7 % au niveau départemental.

#### Entreprises et commerces
Les cinq entreprises ayant leur siège social sur le territoire communal qui génèrent le plus de chiffre d'affaires en 2020 sont : 
- Agricat, commerce de gros (commerce interentreprises) de matériel agricole (39 042 k€)
- Licaron, supermarchés (25 199 k€)
- Entreprise Carceller, construction de routes et autoroutes (5 190 k€)
- SARL Entreprise Delpech Magnaval, fabrication de structures métalliques et de parties de structures (3 567 k€)
- Bessac Travaux Public Et Carrieres, construction de réseaux pour fluides (3 218 k€)

### Agriculture
La commune est dans la « plaine de l'Albigeois et du Castrais », une petite région agricole occupant le centre du département du Tarn. En 2020, l'orientation technico-économique de l'agriculture  sur la commune est l'élevage bovin, orientation mixte lait et viande.
|               | 1988  | 2000 | 2010 | 2020 |
| ------------- | ----- | ---- | ---- | ---- |
| Exploitations | 71    | 24   | 24   | 18   |
| SAU (ha)      | 1 135 | 787  | 946  | 750  |

Le nombre d'exploitations agricoles en activité et ayant leur siège dans la commune est passé de 71 lors du recensement agricole de 1988  à 24 en 2000 puis à 24 en 2010 et enfin à 18 en 2020, soit une baisse de 75 % en 32 ans. Le même mouvement est observé à l'échelle du département qui a perdu pendant cette période 58 % de ses exploitations,. La surface agricole utilisée sur la commune a également diminué, passant de 1 135 ha en 1988 à 750 ha en 2020. Parallèlement la surface agricole utilisée moyenne par exploitation a augmenté, passant de 16 à 42 ha.

## Culture locale et patrimoine

### Lieux et monuments
- Réalmont a été un district minier. Les mines de Peyrebrune ont fourni de nombreux échantillons de fluorine de très haute qualité, présents à l'École des mines de Paris, au Muséum national d'histoire naturelle à Paris et au Muséum de Toulouse.

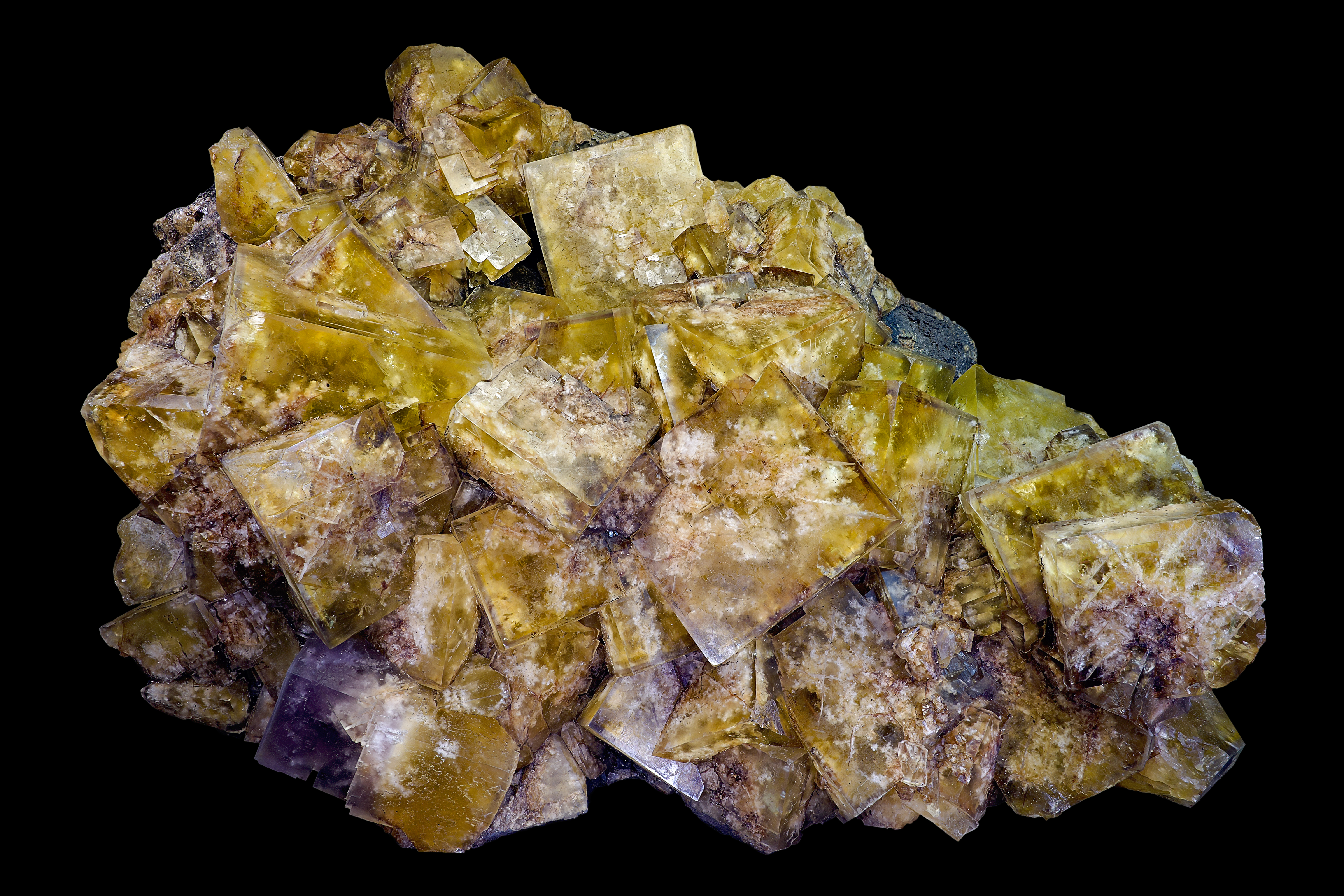
Fluorine de Peyrebrune - Muséum de Toulouse.
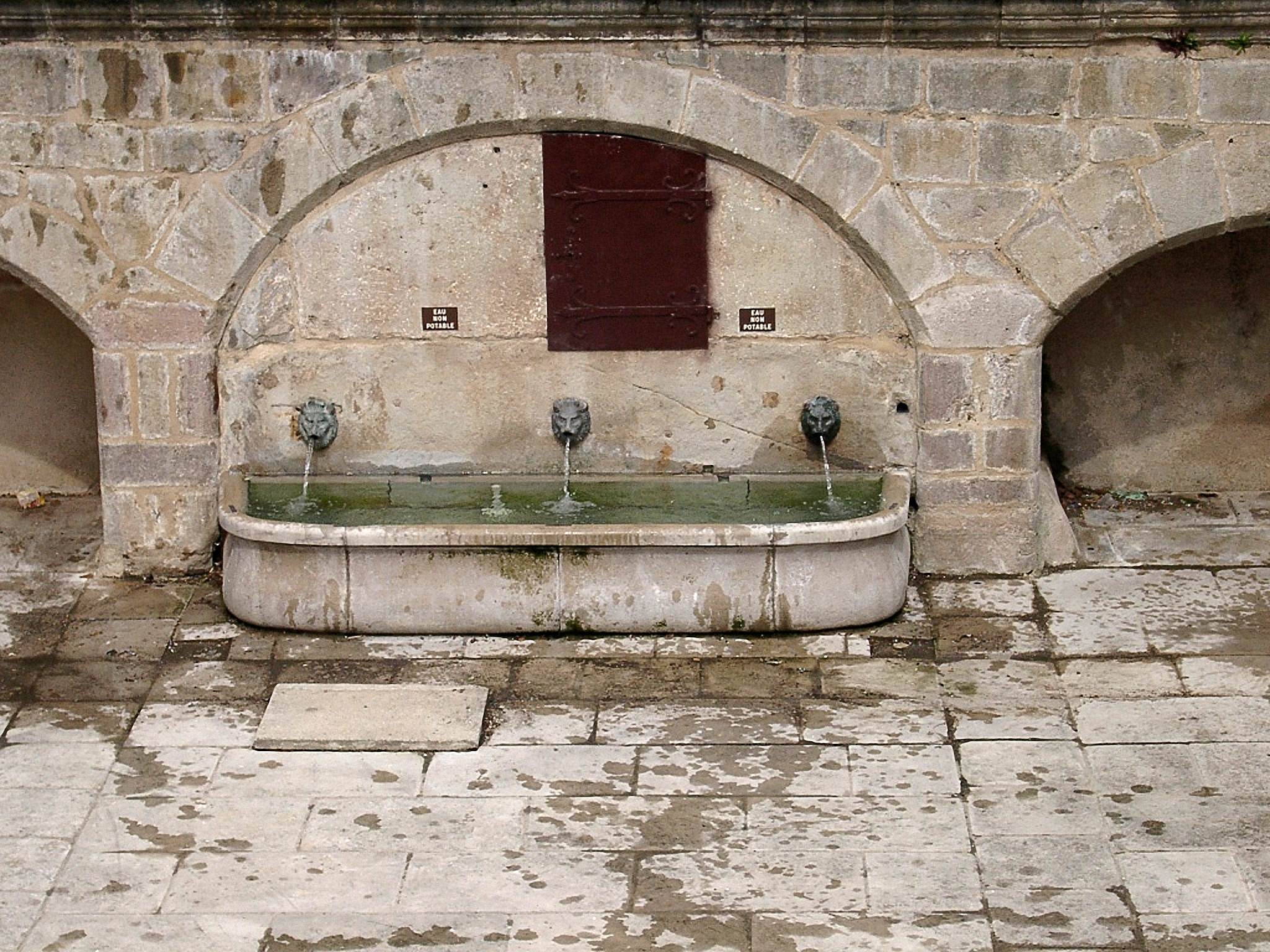
Fontaine La Fréjaire - XVIIe siècle.

- Fontaine de la Fréjaire, datant de l'époque Louis XIV
- Au centre de la place, maisons à encorbellement, les couverts avec piliers en bois datant de la création de la bastide.
- Église Notre-Dame-du-Taur de Réalmont.
- Temple protestant de Réalmont.

### Personnalités liées à la commune
- Jean-Marie Charles Abrial (1879–1962) : officier de marine né à Réalmont ;
- Pierre-Nicolas-Joseph de Bourguet de Travanet (1753–1812) : militaire et homme politique né à Réalmont ;
- Jean de Coras (1515–1572) : juriste né à Réalmont ;
- Guyon Guérin de Bouscal (1617–?) : écrivain né à Réalmont ;
- Jean Henri Guy Nicolas de Frégeville, marquis de Grandval (1748–1805) : général des armées de la République né à Réalmont ;
- Guy Gascuel (1911-1944) : de retour de captivité en fin 1943, ce Réalmontais de très vieille souche, ne supportant pas longtemps l'ambiance de la collaboration, rejoignit le maquis du Corps Franc du Sidobre où il fut tué le 15 août 1944 lors d'une mission pour laquelle il s'était porté volontaire avec cinq de ses camarades[44],[45],[46].
- Jean Gracieux (1908-1974) : officier général né à Réalmont ;
- Marcel Grimal (1901–1991) : homme politique né à Réalmont ;
- Jacques Madaule (1898–1993) : écrivain et intellectuel né à Castelnaudary, fils d’une Réalmontaise, elle-même issue d’une des plus anciennes familles de cette ville (les Rahoux), a passé de nombreuses périodes de sa vie dans la maison de ses ancêtres ; en 1944, il fut membre du Comité de Libération qui géra provisoirement la mairie ; dans deux livres autobiographiques il fait une place très importante à ses souvenirs réalmontais ;
- Augustin de Marliave (1806-1855), homme politique, né à Realmont, député du Tarn.
- Guillaume de Nautonier de Castelfranc (1560–1620) : astronome et géographe qui fut aussi pasteur à Réalmont ;
- Louisa Paulin (1888–1944) : poète née et morte à Réalmont ;
- Guillaume Rondelet (1507–1566) : médecin et ichtyologiste mort à Réalmont[47] ;

### Héraldique
| Réalmont | Son blasonnement est : De gueules à l'arbre posé sur un mont d'argent, au chef cousu d'azur chargé de trois fleurs de lys d'or. |